# Onthophagus binyana
Onthophagus binyana là một loài bọ cánh cứng trong họ Bọ hung (Scarabaeidae).